# 긴장증

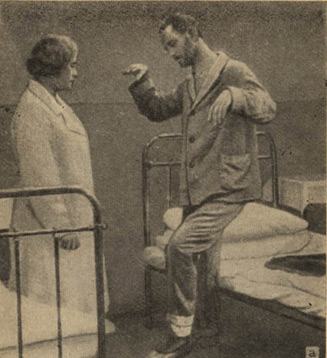
긴장증 환자의 모습 (부동증)

긴장증(緊張症, catatonia or catatonic syndrome)은 정신운동장애와 행동 이상을 보이는 정신병적 상태를 말한다. 정신운동장애를 특징으로 하며, 환자는 인사불성 상태이거나 흥분 상태인 경우가 많다. 과거 조현병의 일종(긴장형 조현병)으로 분류되기도 하나 조현병의 다른 유형들과는 증상이 크게 달라 현대에는 별개의 질환으로 분류되는 경우가 많다. DSM-5에서는 서로 간에 큰 차이가 있음을 명시하고 있다.
긴장형 조현병에서 나타날 수 있는 신체적 장애는 다음과 같다.
- 부동증(stupor): 환경에 대해서 반응하지 않고 정신운동적 움직임이 없음
- 강직증(catalepsy): 부자연스럽게 강직된 자세를 유지
- 납굴증(蠟屈症, waxy flexibility): 몸을 불편하게 구부려놓아도 원 상태로 돌아가지 않고 자세를 유지
- 함구증(mutism): 말을 거의, 또는 아예 하지 않음
- 거부증(negativism): 요구나 명령을 무시하거나 반대되는 행동을 함
- 상동증(stereotypy): 같은 동작을 계속해서 반복
- 반향언어(echolalia), 반향행동(echopraxia): 상대의 언어나 행동을 따라함

한편 주로 급성으로 과도한 소요(agitation)나 흥분을 보이는 경우가 있는데 이는 별도의 유형으로 분류되기도 한다.
치료에는 일차적으로는 벤조디아제핀 등 항정신병제나 진정제가 쓰이는데 긴장증의 특징상 높은 투여량이 요구되는 경우가 많으므로 악성 증후군(NMS)에 주의가 필요하다. 또한 전기경련요법이 효과를 보이는 것으로 보고된다.

## 같이 보기
- 조현병
- 혼란형 조현병
- 섬망